# Luis Cid
Luis Cid Pérez noto anche come Carriega (Allariz, 9 dicembre 1929 – Allariz, 13 febbraio 2018) è stato un allenatore di calcio e calciatore spagnolo, di ruolo attaccante.

## Carriera

### Giocatore
Iniziò la carriera nell'Unión Deportiva Orensana, in Segunda División spagnola. Vi restò per tre stagioni, fino alla retrocessione del club avvenuta nel 1952 (in seguito alla quale il club si sciolse).
Passò così al Racing Ferrol, altra squadra della Galizia di Segunda División. Nel suo primo anno al Racing Ferrol segnò 4 gol in 19 partite, mentre il secondo anno segnò 10 gol in 23 partite, allenato da Juan Vázquez Tenreiro.
Fu notato dal Real Oviedo, che lo ingaggiò nel 1954. Con la squadra delle Asturie, arrivò a disputare per due anni i playoff per la promozione, senza però mai raggiungere la massima serie.
Chiuse la carriera nella stagione 1956-1957 al Burgos Club de Fútbol. In questa stagione i bianconeri retrocessero in terza divisione.

### Allenatore
Nella stagione 1961-1962 allenò il Cartagena FC, in Segunda División. Raggiunse la salvezza al primo anno, ma fu esonerato nel corso della stagione successiva, con la squadra bianconera al penultimo posto. Per le ultime 8 giornate di campionato, la squadra fu affidata a Saturnino Grech, che non riuscì a evitare la retrocessione.
Il suo successivo incarico fu al Club Deportivo Europa, con cui ottenne la salvezza ai playout.
Nel 1966 passò al Langreo. Esordì alla quattordicesima giornata, contro il Racing Ferrol (0-0), subentrando a Luis De Miguel Martínez. Anche in questa stagione la sua squadra raggiunse la salvezza tramite playout.
Nella stagione successiva, concluse il campionato al 10º posto in classifica, stabilendo un record per il Langreo nella categoria.
Nel 1968 passò allo Sporting Gijón. Nella seconda stagione con i biancorossi, ottenne la promozione in massima serie, vincendo il campionato di Segunda División, trascinato dai 21 gol del capocannoniere Quini.
Esordì in Primera División nella stagione 1970-1971, ottenendo la salvezza grazie al 15º posto in classifica. La stagione successiva, invece, vide l'esonero di Carriega alla 17ª giornata, con la squadra al 10º posto. Lo Sporting concluse la stagione al 15º posto, allenato dal subentrato Jesús Barrio Álvarez.
Nella stagione successiva restò in Primera División, ingaggiato dal Real Saragozza. Concluse la prima stagione con gli aragonesi all'ottavo posto. Nella stagione 1973-1974 il Real Saragozza concluse il campionato al terzo posto, dietro al Barcellona e all'Atlético Madrid. Nella stagione 1974-1975 raggiunse il suo miglior piazzamento di sempre, con il secondo posto dietro al Real Madrid. In questa stagione Carriega esordì anche nelle coppe europee, partecipando alla Coppa UEFA.
Carriega lasciò il Real Saragozza nel 1976, per poi passare al Siviglia. Dopo tre stagioni col club andaluso, firmò con i rivali cittadini del Real Betis e vi restò per due stagioni.
Nella stagione 1981-1982 fu ingaggiato dall'Atlético Madrid. Allenò nella capitale solo per undici giornate, per poi essere sostituito da José Luis García Traid. La squadra si trovava in quel momento al penultimo posto.
Successivamente allenò Elche e Celta Vigo in Segunda. Ebbe una seconda tappa in Primera al Betis, dal 1985 al 1986. Luis Cid chiuse la carriera nel 1990, all'età di sessant'anni, allenando in Segunda B al Club Deportivo Ourense, squadra con sede vicino al suo luogo di nascita.

## Palmarès

### Allenatore

#### Competizioni nazionali
- Segunda División (Spagna): 1

1969-1970